# کمال طراوتی
کمال طراوتی (زادهٔ ۱۳۳۵ در همدان) موسیقی‌دان و آهنگساز اهل ایران است.

## زندگی هنری
کمال طراوتی در سال ۱۳۳۵ در همدان متولد شد. او موسیقی را از کودکی و با نواختن یک فلوت کوچک که برادرش به وی هدیه داده بود، آغاز نمود. پس از پایان تحصیلات ابتدایی و متوسطه به هنرستان عالی موسیقی ملی و دانشکده هنرهای زیبای دانشگاه تهران راه یافت و با فراگیری سازهای فلوت، پیانو، تمبک و هارپ تحصیلات موسیقی خود را در زمینهٔ آهنگسازی پی گرفت. او از سال ۱۳۵۵ به عنوان مربی موسیقی کودک و متد آموزشی «اُرف» با کانون پرورش فکری کودکان و نوجوانان همکاری خود را آغاز کرد و همزمان به تدریس پیانو نیز پرداخت. وی از سال ۱۳۶۰ تا ۱۳۶۶ در مدرسه هنر و ادبیات صدا و سیما به آموزش پیانو و موسیقی کودک مشغول بود. او همچنین از سال ۱۳۶۱ تا ۱۳۶۸ به‌طور مداوم با صدا و سیما به عنوان آهنگساز همکاری داشت و برای برنامه‌های متعدد تلویزیونی و رادیویی موسیقی ساخت. وی از سال ۱۳۶۵ تا ۱۳۶۷ مسئول موسیقی کودک در واحد موسیقی صدا و سیما و مشاور موسیقی کودک رادیو بود.
او در سال ۱۳۸۰ به کشور کانادا مهاجرت نمود، در کنسرواتوار سلطنتی شهر تورنتو به تکمیل آموخته‌های موسیقی خود پرداخت. در ادامه مرکز آموزش موسیقی «نوا» را به ثبت رساند. پس از آن با راه‌اندازی گروه کُر و ارکستر نوا به جرای کنسرت پرداخت. وی در سال ۱۳۸۷ «گروه کر ملی ایران» ، سال ۱۳۸۸ «ارکستر ملی ایران» ، سال ۱۳۸۹ «گروه کر کودکان و نوجوانان» و در سال ۱۳۹۰ «ارکستر جوانان» را در کانادا تأسیس کرد و کنسرت‌های متعددی را به اجرا گذاشته‌است.
کمال طراوتی در نوامبر ۲۰۱۴ (آبان ۱۳۹۳) از سوی شورای ملی رسانه‌های قومی کانادا مورد تقدیر قرار گرفت.

## آثار هنری
از جمله آثار موسیقی کمال طراوتی به موارد زیر می‌توان اشاره نمود:
- «هادی و هدی» به کارگردانی ساسان امیرپور و اردشیر کشاورزی ۱۳۶۴
- «خانه ابری» به کارگردانی اکبر خواجویی ۱۳۶۵
- «رنگین کمان ۲» به کارگردانی گلناز افضل و بهرام شاه‌محمدلو ۱۳۶۵
- «ابر و باد و مه و خورشید» به کارگردانی مهدی یغمائیان ۱۳۶۷
- «قصه‌های من و بابام» به کارگردانی رضا فیاضی ۱۳۶۷
- «قصه‌های خاله عنکبوت» به کارگردانی بهروز شرفی ۱۳۶۷
- «کوچولوها» به کارگردانی ژاله صدری ۱۳۶۷
- «کاکُلی» به کارگردانی فریال بهزاد ۱۳۶۸
- «کاروانسرای کویری» به کارگردانی مهدی میکانی ۱۳۶۸
- «پیک سحر» به کارگردانی خسرو ملکان ۱۳۶۹
- «کودک روستایی»
- «گنجشکه میگه»
- «گلزار وطن»
- آلبوم موسیقی «قشنگی‌ها»
- آلبوم موسیقی «صدای شاعر ۳» ۱۳۷۶[۸]
- نمایش «آهای تو دیگه کی هستی؟» به نویسندگی و کارگردانی عادل بزدوده[۹]